# Mohamad Khasseri Othman
Mohamad Khasseri Othman es un deportista malasio que compitió en atletismo adaptado. Ganó una medalla de bronce en los Juegos Paralímpicos de Barcelona 1992 en la prueba de salto de altura (clase B2).

## Palmarés internacional
| Juegos Paralímpicos | Juegos Paralímpicos | Juegos Paralímpicos | Juegos Paralímpicos |
| Año                 | Lugar               | Medalla             | Prueba              |
| ------------------- | ------------------- | ------------------- | ------------------- |
| 1992                | Barcelona (España)  | Medalla de bronce   | Salto de altura B2  |